# Communauté de communes d'Erve et Charnie
La communauté de communes d'Erve et Charnie est un ancien établissement public de coopération intercommunale à l'est du département de la Mayenne. Elle a fusionné avec quatre autres entités le 31 décembre 2012 pour former la communauté de communes des Coëvrons. Son existence a duré de 2000 à 2012.

## Composition
La communauté de communes d'Erve et Charnie était composée de onze communes (neuf du canton de Sainte-Suzanne et deux du canton de Meslay-du-Maine ; toutes font aujourd'hui partie du canton de Meslay-du-Maine) :
1. Blandouet
2. Chammes
3. Saint-Georges-le-Fléchard
4. Saint-Jean-sur-Erve
5. Saint-Léger
6. Saint-Pierre-sur-Erve
7. Sainte-Suzanne
8. Saulges
9. Thorigné-en-Charnie
10. Torcé-Viviers-en-Charnie
11. Vaiges

Elle devait son nom à la rivière Erve et à la forêt de Charnie.
Les communes membres appartenaient au canton de Sainte-Suzanne, sauf Saulges et Saint-Georges-le-Fléchard qui appartenaient au canton de Meslay-du-Maine. Toutes sont aujourd'hui intégrées dans ce dernier.
Elles font partie du Pays d'art et d'histoire Coëvrons-Mayenne et comprennent trois des sept petites cités de caractère de la Mayenne (Sainte-Suzanne, Saulges, Saint-Pierre-sur-Erve, Sainte-Suzanne figurant par ailleurs parmi les Plus beaux villages de France).
Le siège était installé Maison de Pays d'Erve et Charnie, 1 bis, rue Jean-de-Bueil à Sainte-Suzanne.

## Historique
- Le 21 octobre 1965 est créé le premier groupement des neuf communes du canton de Sainte-Suzanne sous la forme d'un syndicat intercommunal à vocations multiples (Sivom).
- Il est transformé en district le 4 décembre 1992 ; la commune de Saulges y adhère le 1er janvier 1993.
- Le district est transformé en communauté de communes le 29 juin 2000 ; la commune de Saint-Georges-le-Fléchard y adhère le 1er janvier 2004.
- Dans le cadre du schéma départemental de coopération intercommunale, et après avis des entités et des communes concernées, l'arrêté préfectoral no 2012244-0005 du 31 août 2012 a prononcé la fusion de la communauté de communes d'Erve et Charnie avec la communauté de communes de Bais, la communauté de communes du Pays d'Évron, la communauté de communes du Pays de Montsûrs, et avec le SVET (Syndicat à vocation économique et touristique des Coëvrons), pour former la communauté de communes des Coëvrons au 31 décembre 2012[1].

Les quatre présidents successifs :
- Louis Morteveille, maire de Sainte-Suzanne (21 octobre 1965 - 3 septembre 1974) ;
- Maurice Pilon, maire de Torcé-Viviers-en-Charnie, conseiller général (3 septembre 1974 - 21 juillet 1995) ;
- Marc Bernier, député maire de Vaiges, conseiller général (21 juillet 1995[2] - 7 avril 2008) ;
- Jean-Pierre Morteveille, maire de Sainte-Suzanne (7 avril 2008[3] - 30 décembre 2012). Celui-ci a été élu président de la communauté de communes des Coëvrons créée le 31 décembre 2012 par fusion de la communauté de communes d'Erve et Charnie, de la communauté de communes de Bais, de la communauté de communes du Pays d'Évron, de la communauté de communes du Pays de Montsûrs et du Syndicat à vocation économique et touristique des Coëvrons (réélu le 16 avril 2014).

## Conseil de communauté élu le 7 avril 2008
Le dernier conseil de communauté comprenait 27 délégués titulaires (deux délégués pour les communes de moins de 500 habitants, trois pour les communes de 501 à 999 habitants, quatre délégués pour les communes de 1 000 habitants et plus), et 27 délégués suppléants.
- Président : Jean-Pierre Morteveille, maire de Sainte-Suzanne (2008 - 2012).
- Vice-présidents :

1. Marcel Mottais, maire de Saint-Pierre-sur-Erve ;
2. Michel Moussay, premier adjoint au maire de Vaiges ;
3. Marc d'Argentré, maire de Chammes ;
4. Colette Attrait, première adjointe puis maire de Torcé-Viviers-en-Charnie.

* Directrice des services : Martine Bourny, attachée principale.

## Compétences
La communauté de communes exerçait de plein droit et en lieu et place des communes les compétences suivantes :
- Compétences obligatoires
  - Aménagement de l'espace (schéma directeur)
  - Actions de développement économique intéressant l'ensemble de la communauté de communes : zones d'activités, ateliers relais…
- Compétences optionnelles
  - Protection et mise en valeur de l'environnement d'intérêt communautaire
    - Sentiers de randonnée
    - Mise en valeur du site du canyon et des grottes de Saulges

  - Politique du logement et du cadre de vie communautaire 
    - Aide à la gestion du patrimoine bâti (maîtrise d'ouvrage de travaux pour le compte des communes membres)
    - Actions de solidarité et de développement social local (animation globale jeunesse, activités sportives culturelles et transports en faveur des scolaires)

  - Action sociale communautaire (action Insertion, secours alimentaire, portage de repas, soutien administratif aux aides ménagères en milieu rural…)
  - Aide au fonctionnement d'équipements culturels et sportifs et d'équipements de l'enseignement pré-élémentaire et élémentaire (matériel de sport, matériel informatique, animation sportive, fonctionnement de la Médiathèque d'Erve et Charnie et des bibliothèques relais)
  - Création, aménagement et entretien de la voirie d'intérêt communautaire (personnel technique affecté à la voirie, aux espaces verts et au fleurissement ; dépenses de fonctionnement de la voirie ; investissement et gros entretien…)
- Compétences facultatives
  - Service public d'assainissement non collectif (SPANC)
  - Service informatique géographique (SIG)
  - Divers (Formation des élus, soutien financier aux spectacles des Nuits de la Mayenne organisés sur le territoire communautaire…)
- Compétences transférées au SVET (Syndicat à vocation économique et touristique des Coëvrons) :
  - Environnement (collecte traitement et élimination des déchets)
  - Tourisme (création le 8 janvier 2009 d'un établissement public à caractère industriel et commercial Office de Tourisme des Coëvrons – Cœur du Maine) ;
  - Culture et éducation artistique (Conservatoire de musique des Coëvrons, lecture publique, université du temps libre…)
  - Politiques de l'habitat
  - Animation économique de pays.

## Les biens immobiliers gérés par la communauté de communes
- Maison de pays (communs du manoir de la Butte-Verte à Sainte-Suzanne)
- Centre de secours de Sainte-Suzanne
- Espace Nature et Préhistoire des grottes de Saulges
- Site du Grand-Moulin de Sainte-Suzanne
- Zones d'activités de Vaiges
- Village de vacances de Sainte-Suzanne (propriété de la commune)

## Sites remarquables
- Pays d'art et d'histoire Coëvrons-Mayenne
- Rivière l'Erve et forêt de Charnie
- Grottes préhistoriques et site naturel du canyon de Saulges à Thorigné-en-Charnie, Saint-Pierre-sur-Erve
- Dolmen des Erves
- Cité médiévale de Sainte-Suzanne : donjon – camp de Beugy – tertre Ganne – château
- Château de Thorigné-en-Charnie
- Pont piéton des XIIe et XIIIe siècles, église et chapelle Saint-Sylvain à Saint-Pierre-sur-Erve.
- Château de Bouillé à Torcé-Viviers-en-Charnie
- Forges de Moncor à Chammes
- Chapelle de Perrine Dugué à Saint-Jean-sur-Erve
- Églises Saint-Pierre, Notre-Dame ; oratoire de Saint-Céneré et four à chaux de Saulges

## Personnages remarquables
- Céneré de Saulges, (°~600 - † 680) ermite de Saulges
- Mérolle, chorévêque de Saulges sous Charlemagne
- Hubert de Beaumont-au-Maine (° ~1047 - † 1095), vicomte du Maine, seigneur de Sainte-Suzanne au XIe siècle
- Saint Alleaume, ermite du XIe siècle († 1152), fondateur de la chapelle Saint-Nicolas à Torcé-Viviers-en-Charnie et de l'abbaye d'Étival-en-Charnie
- Ambroise de Loré (°~1395 - †1446) , gouverneur de Sainte-Suzanne durant la guerre de Cent Ans
- Guillaume Fouquet de la Varenne (1560 - † 1616), homme d'État, ministre de Henri IV, constructeur du Château de Sainte-Suzanne (Mayenne)
- Michel Luette (°1566 Blandouet - † 1621), militaire du XVIIe siècle
- Louis Gruau ( - † 1633), curé de Saulges de 1594 à 1630 et chasseur de loups
- Michel Jacquet dit Taillefer (° 1754 - † 1796), chef chouan, mort à Vaiges
- Martial de Savignac (° 1759 - † 1796), curé de Vaiges, fusillé le 10 mai 1796
- Louis Courtillé dit Saint-Paul (° 1769 - † 1796), chef chouan de la Charnie
- Perrine Dugué (°1777 Thorigné-en-Charnie - † 1796 Saint-Jean-sur-Erve), surnommée la « Sainte tricolore », ou la « Sainte républicaine »
- Louis-Jean-Baptiste-Étienne Baguenier Desormeaux (°1761 Chammes - † 1836), chirurgien et militaire lors des guerres de Vendée
- Jean-Charles Baguenier Desormeaux, (°1768, Chammes - † ), chirurgien et militaire lors des guerres de Vendée
- Claude-Augustin Tercier (ou de Tercier) (° 1752 - † 1823), général dans les armées royales, à la tête des chouans de la Charnie, commandant la division de Vaiges
- Jean-François Marquis-Ducastel (°1739- † 1829), curé de Sainte-Suzanne et historien
- Jacques Bouteloup dit Va-de-bon-cœur (° 1776 - † 1841 Torcé-Viviers-en-Charnie), chef chouan de la Charnie
- Joseph Maillard, (° 1822, † 1897), curé de Thorigné-en-Charnie de 1870 à 1890 et historien, notamment quant aux Grottes de Saulges
- Jacques-Ferdinand Prévost (° 1819 - † 1883, enterré à Blandouet), général et historien
- Félicité-Marie Glétron (° 1830 - † 1905), de Vaiges, institutrice puis militante laïque luttant pour l'égalité de l'enfant devant l'instruction ;
- Émile-Marie Bodinier, (° 1842 Vaiges - †1901), religieux et botaniste du XIXe siècle
- Jacques Robert (°1875 - † 1892), poète, de Vaiges
- Eugène Ledrain (°1844 Sainte-Suzanne - †1910), professeur, orientaliste et écrivain
- Amand Dagnet (° 1857 - † 1933), instituteur à Sainte-Suzanne, écrivain, folkloriste et poète de la fin du XIXe siècle et du début du XXe siècle
- Sylvain Hairy, sculpteur du XXe siècle, né à Vaiges
- Marc Bernier (° 1943), maire de Vaiges, président de la communauté de communes d'Erve et Charnie, vice-président du conseil général, député de la Mayenne